# Ізраїльський архітектурний архів
Ізраїльський архітектурний архів (ІАА) — архів у тель-Авіві, Ізраїль, у якому зберігаються матеріали про архітектуру і будівництво в Ізраїлі. ІАА було засновано 1995 року. Він є унікальним сховищем документів із планування і будівництва у Палестині і Ізраїлі від кінця ХІХ ст. дотепер.
ІАА розташовано в підвалі Башти Шалом Меїр, що символізує факт побудови цього хмарочосу на місці першої івритської громадської будівлі  у Тель-Авіві — гімназії "Герцлія" (заснована 1909). Її знесення наприкінці 1959 років стало поворотним моментом у сучасній ізраїльській культурі, спричинивши рух за збереження і документування недавнього минулого.[джерело?]

## Історія колекції

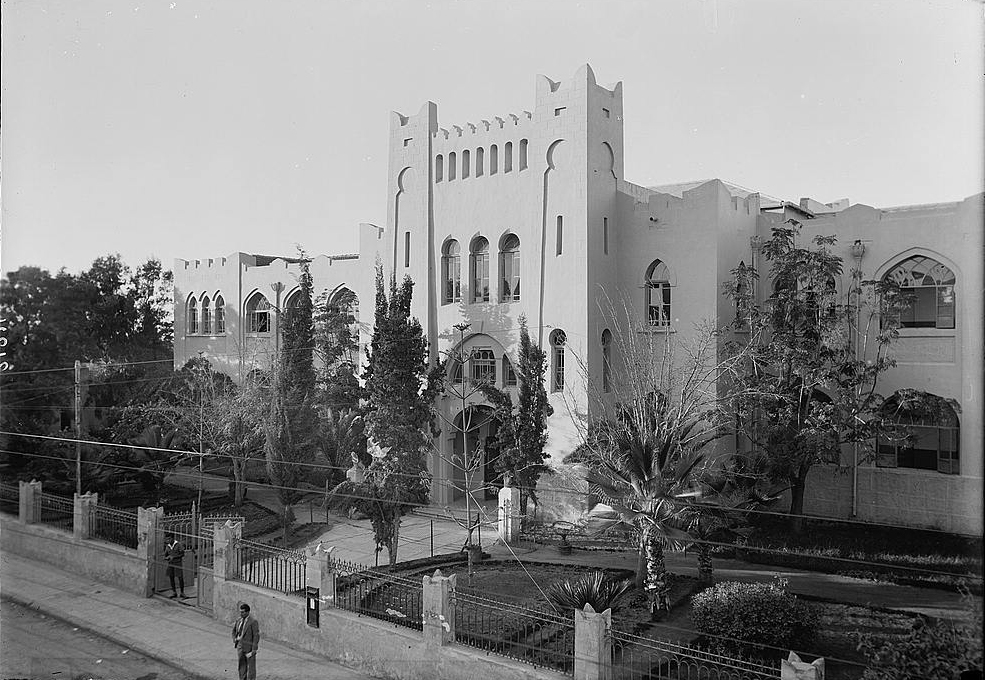
Івритська гімназія "Герцлія", фото бл. 1930 (знесено з метою звільнення місця для будівництва хмарочосу, у якому тепер розташовано ІАА)

Спочатку ІАА являв собою приватну колекцію архітектора й історика архітектури Цві Елг’яні, на той час — студента архітектурного факультету Академії мистецтв і дизайну "Бецалель" у Єрусалимі. Колекція значно виросла за час його навчання у магістратурі й аспірантурі факультету архітектури й містобудування Техніон у Хайфі.
Упродовж років фонди ІАА значно зросли, архів став одним із найавторитетніших сховищ цієї тематики. У ньому зберігаються сотні тисяч документів і експонатів. Фонди ІАА постійно поповнюються з різних джерел (придбання і пожертвування окремих документів та цілісних колекцій). ІАА зберігає численні рідкісні матеріали історичної ваги, які в іншому випадку було б втрачено. Оскільки інші спроби створити централізоване сховище документів із історії будівництва й архітектури в Ізраїлі не було реалізовано, ІАА став місцем зберігання матеріалів про діяльність окремих архітекторів, а також про історію споруд, які існують дотепер або було зруйновано. 

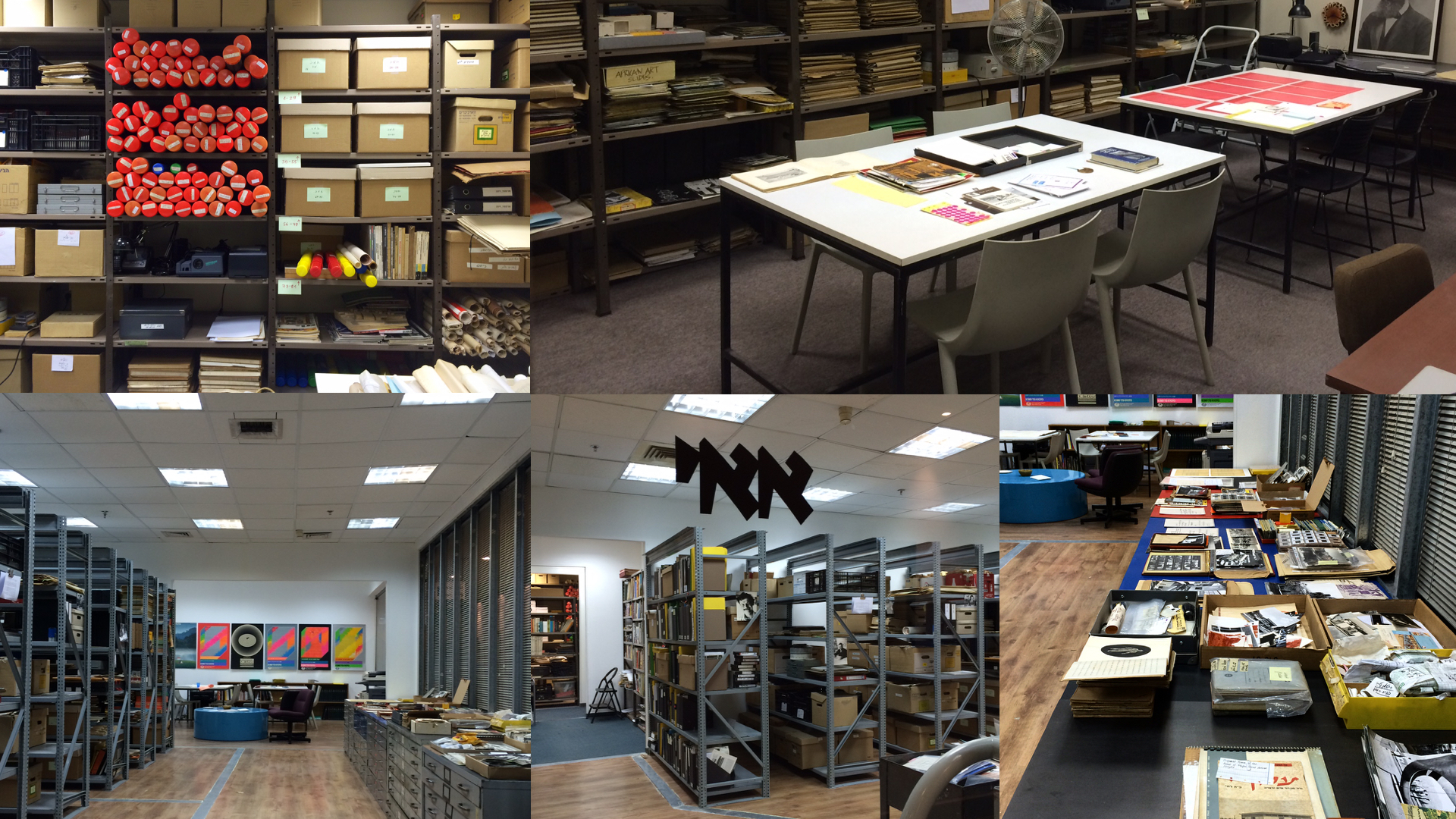
Інтер’єр ІАА.